# Elliot Stroud
Elliot Karl Stroud, född 22 juni 2002 är en svensk fotbollsspelare (mittfältare) som spelar för Mjällby AIF i Allsvenskan. 

## Karriär
Elliot Stroud började som femåring spela fotboll i moderklubben IK Oddevold. Bara två veckor efter sin 17-årsdag fick han göra sin A-lagsdebut, då han hoppade in i 0–0-mötet mot Oskarshamns AIK i Söderettan den 7 juli 2019. Under hösten följde även startdebuten då Stroud spelade samtliga 90 minuter i 1–1-matchen mot Utsiktens BK den 9 september 2019. Totalt blev det nio framträdanden i Division 1 när IK Oddevold åkte ur serien.
Säsongen därpå etablerade sig Elliot Stroud i A-laget när IK Oddevold sånär tog sig tillbaka till Ettan Södra. En andraplats, bakom Vänersborgs IF, betydde kval till Ettan men där blev Västra Frölunda IF för starka. Framfarten i moderklubben innebar att Stroud var ett jagat namn men i december 2020 meddelade IK Oddevold att han förlängt sitt kontrakt med klubben i två år till.
Den efterföljande säsongen blev än mer framgångsrik. Elliot Stroud blev då en startspelare på riktigt och hjälpte IK Oddevold att vinna Division 2 Norra Götaland och ta sig tillbaka till Ettan Södra. Under säsongen provspelade Stroud även med BK Häcken.
Väl tillbaka i tredjedivisionen gjorde både Elliot Stroud och klubben avtryck direkt. Som nykomlingar nådde IK Oddevold en meriterande tredjeplats medan Strouds insatser gav honom en plats i "Morgondagens Stjärnor", matchen mellan de största talangerna i Ettan Södra och Ettan Norra. Hans framfart ledde till intresse från den allsvenska trion BK Häcken, IF Brommapojkarna och Mjällby AIF samt Tromsö i norska högstaligan. Efter att ha provtränat med BK Häcken på nytt presenterades Stroud i december 2022 av Mjällby AIF. Kontraktet med Blekinge-klubben skrevs över tre år.
I den andra allsvenska omgången fick Stroud debutera i högstaserien, då han stod för ett inhopp i 1–0-segern mot IFK Värnamo den 10 april 2023.
I februari 2024 förlängde Stroud sitt kontrakt fram över säsongen 2026.

## Statistik
| Klubb              | Säsong             | Liga                      | Liga    | Liga | Nationell cup | Nationell cup | Internationell cup | Internationell cup | Övrigt  | Övrigt | Totalt  | Totalt |
| Klubb              | Säsong             | Division                  | Matcher | Mål  | Matcher       | Mål           | Matcher            | Mål                | Matcher | Mål    | Matcher | Mål    |
| ------------------ | ------------------ | ------------------------- | ------- | ---- | ------------- | ------------- | ------------------ | ------------------ | ------- | ------ | ------- | ------ |
| IK Oddevold        | 2019               | Division 1 Södra          | 9       | 0    | 0             | 0             | -                  | -                  | -       | -      | 9       | 0      |
| IK Oddevold        | 2020               | Division 2 Norra Götaland | 11      | 3    | 0             | 0             | -                  | -                  | -       | -      | 11      | 3      |
| IK Oddevold        | 2021               | Division 2 Norra Götaland | 24      | 7    | 2             | 1             | -                  | -                  | -       | -      | 26      | 8      |
| IK Oddevold        | 2022               | Ettan Södra               | 28      | 6    | 0             | 0             | -                  | -                  | -       | -      | 28      | 6      |
| Totalt             | Totalt             | 72                        | 16      | 2    | 1             | 0             | 0                  | 0                  | 0       | 74     | 17      |        |
| Mjällby AIF        | 2023               | Allsvenskan               | 17      | 0    | 4             | 0             | -                  | -                  | -       | -      | 21      | 0      |
| Totalt i karriären | Totalt i karriären | Totalt i karriären        | 89      | 16   | 6             | 1             | 0                  | 0                  | 0       | 0      | 95      | 17     |

## Personligt
Elliot Stroud är storebror till fotbollsspelaren Adam Stroud. Bröderna var lagkamrater i IK Oddevold.

## Meriter
IK Oddevold
- Division 2 (1): 2021